# SK St. Magdalena
Der SK St. Magdalena ist ein österreichischer Fußballverein aus dem Linzer Stadtteil St. Magdalena. Er spielt zurzeit in der fünftklassigen Landesliga Ost. 
Der Verein wurde am 18. November 1948 gegründet und stieg erstmals 1976 in die damals drittklassige oberösterreichische Landesliga auf. Größter Erfolg dieser Tage war der 2:0-Sieg über den Erstligisten SK Austria Klagenfurt im ÖFB-Cup 1988. Bei der Gründung der Regionalliga Mitte als neue dritte Spielklasse 1994 verpasste der SK St. Magdalena allerdings hierfür die Qualifikation und musste in der Landesliga bleiben, die zur vierten Leistungsstufe wurde. 
Nach der Bildung einer Spielgemeinschaft 2003 mit der zweiten Mannschaft des Bundesligisten ASKÖ Pasching schaffte Magdalena auf Anhieb 2004 den Aufstieg in die Regionalliga und erreichte 2005 den dritten Platz. Am 20. Juni 2006 verkündete der Pasching-Präsident Franz Grad überraschend die Auflösung der Spielgemeinschaft, womit St. Magdalena ihre Spielberechtigung für die Regionalliga verloren. Um den Verein nicht gänzlich auflösen zu müssen, wird seitdem mit der ursprünglich zweiten Mannschaft als neue Kampfmannschaft in der siebentklassigen 1. Liga Mitte der Ligabetrieb weitergeführt.

## Erfolge
- 1 × Oberösterreichischer Landesmeister: 2004
- 1 × Meister 2007/2008 1. Klasse Mitte
- 1 × Meister 2010/2011 Bezirksliga Ost